# 琉球祖語
琉球祖語（りゅうきゅうそご、英語: Proto-Ryūkyūan）とは、琉球諸語（琉球語）の諸言語（諸方言）の共通祖先にあたる言語（祖語）。日琉祖語を祖語とする日琉語族は日本語派と琉球語派に分岐する。後に琉球の諸言語に分岐した。

## 分岐年代
琉球祖語は、日琉祖語から奈良時代以前に分岐したとの説が有力である。
トマ・ペラールは、琉球語派と日本語派の相違点がさほどないことや、琉球祖語の保存された音素から3世紀の弥生時代末期から4世紀 - 7世紀の古墳時代に分岐したのではないかとしている。ただし琉球祖語が琉球地方に入ったのはグスク時代としており、日本語と 7・8 世紀以前に別れ、9～11世紀まで九州に在地しながら日本語と接触し強い影響を受けた後、琉球列島へグスク文化の一要素として移民によって伝播した、としている。
アレキサンダー・ボビンは、日琉祖語が弥生時代に日本に入ったという定説には問題点が残っているという立場から、琉球語派と日本語派の分岐を古墳時代ではないかとしている。その根拠として語彙統計学の見地と考古学のデータを挙げ、日琉祖語が弥生時代に日本列島に入ったと仮定すれば、分岐を2257年前より以前に遡ると推測すべきだが、語彙統計学の立場から大城(1972)が琉球諸語と日本語の分岐を1557年前とみていること、仮定が正しければ弥生文化の遺跡が沖縄にないことは不審だということを述べている。
※詳しくはこの項目ではなく「日琉祖語」を参照。

## 音韻論

### 母音
Thorpe (1983)以来 *i, *u, *e, *o, *a の五母音が再構されている。*u と *o のどちらが再構できるかわからないときに Thorpe (1983) は ⟨U⟩ という表記を使ったが，このページではトマ・ペラールにならい *{o, u} を使用する。また、以降の表記における *{X, Y, …} は，*X, *Y, …のどれが再構できるかが確定できないことを示す。
|    | 前舌 | 後舌 |
| -- | ---- | ---- |
| 高 | *i   | *u   |
| 中 | *e   | *o   |
| 低 | *a   | *a   |

Thorpe (1983)は、舌頂阻害音(= t, d, s, z)の後では *u の音声は非円唇母音 *[ï] であったとする。この環境では、琉球諸語の多くの地域で *i と *u の合流が見られる。

#### 中段母音[6]
琉球祖語の高母音と中段母音の対立は、娘言語では通常、頭子音に母音の音価が移行することで音韻化（transphonologize、定訳不明、英語版）されたので、頭子音が無い場合（特に第二音節の頭子音が無声子音である場合）には、常に *i と *e、*u と *o の対立が忠実に保存されているわけではない。
例：
- *{i, e}ki「息」
- *{i, e}si「石」
- *{u, o}si「牛」
- *{u, o}ta「歌」

同様に、日琉祖語の非語頭の *…pu, *…po, *…wo の子音が琉球祖語で消失した結果、この環境下で *u と *o は合流している。
例：
- *ta{u, o}re-「倒れる」
- *a{u, o}gi「扇」
- *sa{u, o}「竿」

更に、*ju と *jo の弁別の証拠は少ない。

### 子音
Thorpe (1983)以来，以下の13子音が再建されている。*b, *d, *g, *z はそれぞれ日琉祖語の *{n, m}p, *{n, m}t, *{n, m}k, *{n, m}s から生じた。
|        | 両唇   | 歯茎   | 硬口蓋 | 軟口蓋 |
| ------ | ------ | ------ | ------ | ------ |
| 破裂音 | *p, *b | *t, *d |        | *k, *g |
| 摩擦音 |        | *s, *z |        |        |
| 鼻音   | *m     | *n     |        |        |
| その他 | *w     | *r     | *j     |        |

一方でアレキサンダー・ヴォヴィンは、15世紀の中国語と朝鮮語による沖縄語を音写した資料で、語中の有声子音がŋg, mb, nd, nzとされていることや、現代八重山語の一部の方言に残る証拠から、琉球祖語にもこうした子音群を再建している。ヴォヴィンは、沖縄語では
-NC[+voiced]- > -C[+voiced]-
という変化は15世紀の段階ですでに始まっていたものとしている。

### 原音素(archiphoneme)
Thorpe (1983) 以来 *Q(促音)、*N(撥音)が再建されている。これらは母音の消失などによって二次的に出現したものである。

## 音韻対応
一般的に、日琉祖語及び上代日本語とは以下のような音韻対応が見られる。

### 母音

#### イ列乙類との対応
日琉祖語の *ui, *oi, *əi は上代日本語でいずれもイ列乙類(i₂)として合流したが、琉球祖語では *ui, *oi が *i, *əi が *e に対応している。したがって、上代日本語と琉球祖語は奈良時代よりも前に分岐したと考えることができる。
| グロス | 上代日本語    | 日琉祖語        | 琉球祖語   |
| ------ | ------------- | --------------- | ---------- |
| 口     | kuti ~ kutu-  | *kutui          | *kuti      |
| 月     | tuki₂ ~ tuku- | *tukui (*tukoi) | *tuki      |
| 火     | pi₂ ~ po(₁)-  | *poi            | *pi        |
| 黄色   | ki₂ ~ ku-     | *koi            | *ki        |
| 木     | ki₂ ~ ko₂-    | *kəi            | *ke        |
| 落ちる | oti- ~ oto₂s- | *ətəi           | *{u, o}te- |

#### オ列乙類との対応
一部の研究者は奄美大島・加計呂麻島の一部の方言で上代日本語のオ列甲乙の対立に相当するものが保存されているとかつて主張したが、対応は顕著に複雑であり、琉球祖語に *ə（> o₂）と *o（> o₁）の対立を再構することはできないと考えられている。
| 上代日本語 | 日琉祖語           | 琉球祖語 | 奄美語 |
| ---------- | ------------------ | -------- | ------ |
| o₂         | *ə                 | *o       | /u/    |
| o₁         | *o, *ua, *au, etc. | *o       | /o/    |

#### 中段母音の再構
琉球祖語 :: 上代日本語に *e :: i₁, *o :: u という音韻対応が見られる単語は、日琉祖語に *e, *o が再建されている。
| 現代日本語       | 日琉祖語  | 琉球祖語  | 上代日本語 |
| ---------------- | --------- | --------- | ---------- |
| ヒル（ニンニク） | *peru     | *peru     | pi₁ru      |
| 水               | *meNtu    | *mezu     | mi₁Ntu     |
| 昼               | *piru     | *piru     | pi₁ru      |
| 薬               | *kusori   | *kusori   | kusuri     |
| 臼               | *{u, o}su | *{u, o}su | usu        |
| 馬               | *uma      | *uma      | uma        |
| 海               | *omi      | *omi      | umi₁       |

#### 母音対応表
規則上は以下が予想される。琉球諸語の内部での対応はおおまかなものであり、個別の言語内部でも方言差がある。
| 日琉祖語 | 上代日本語 | 琉球祖語 | 北琉球語群 | 北琉球語群 | 南琉球語群    | 南琉球語群 | 南琉球語群 |
| 日琉祖語 | 上代日本語 | 琉球祖語 | 奄美語     | 沖縄語     | 宮古語        | 八重山語   | 与那国語   |
| -------- | ---------- | -------- | ---------- | ---------- | ------------- | ---------- | ---------- |
| *a       | a          | *a       | a          | a          | a             | a          | a          |
| *e       | i₁ ~ e₁    | *e       | ʰɨ, i      | ʰi, i      | i             | i          | i          |
| *ai      | e₂         | *e       | ʰɨ, i      | ʰi, i      | i             | i          | i          |
| *əi      | i₂ ~ e₂    | *e       | ʰɨ, i      | ʰi, i      | i             | i          | i          |
| *i       | i₁         | *i       | ʔi, N      | ʔi, ʲi, N  | ɿ, ɯ, s, N, ∅ | ɿ, N, ∅    | i, N, ∅    |
| *oi      | i₂         | *i       | ʔi, N      | ʔi, ʲi, N  | ɿ, ɯ, s, N, ∅ | ɿ, N, ∅    | i, N, ∅    |
| *ui      | i₂         | *i       | ʔi, N      | ʔi, ʲi, N  | ɿ, ɯ, s, N, ∅ | ɿ, N, ∅    | i, N, ∅    |
| *o       | u ~ o₁     | *o       | ʰu         | u          | u             | u          | u          |
| *au      | o₁         | *o       | ʰu         | u          | u             | u          | u          |
| *ua      | o₁         | *o       | ʰu         | u          | u             | u          | u          |
| *uə      | o₁         | *o       | ʰu         | u          | u             | u          | u          |
| *ə       | o₂         | *o       | ʰu         | u          | u             | u          | u          |
| *u       | u          | *u       | ʔu, N      | u, N       | u, N, ∅       | u, N, ∅    | u, N, ∅    |

### 子音

#### 接近音
かつて琉球諸語の資料をもとに、何人かの研究者が日琉祖語の *b を上代日本語 w に相当する類音素に対して再構したり、同 *d を同 y に再構したりしたことがあったが、現在の琉球諸語の通時的研究から、一部の琉球諸語に見られる b や d は、子音強化の結果、獲得されたことが明らかになっている。

#### 子音対応表
規則上は以下が予想される。⟨∅⟩ はゼロである。琉球諸語の内部での対応はおおまかなものであり、個別の言語内部でも方言差がある。
| 日琉祖語 | 日琉祖語 | 上代日本語 | 琉球祖語     | 北琉球語群 | 北琉球語群 | 南琉球語群 | 南琉球語群 | 南琉球語群 | 備考                                                                                 |
| 日琉祖語 | 日琉祖語 | 上代日本語 | 琉球祖語     | 奄美語     | 沖縄語     | 宮古語     | 八重山語   | 与那国語   | 備考                                                                                 |
| -------- | -------- | ---------- | ------------ | ---------- | ---------- | ---------- | ---------- | ---------- | ------------------------------------------------------------------------------------ |
| 語頭     | *p       | p          | *p-          |            |            |            |            |            |                                                                                      |
| 語中     | *p       | p          | *p ~ *∅ ~ *w |            |            |            |            |            |                                                                                      |
| 語頭     | *w       | w          | *w-          | w-         | w-         | b-         | b-         | b-         | 北琉球諸語では一部の /b-/ や /g-/ になるいくつかの方言を除いて /w-/ が一般的である。 |
| 語中     | *w       | w          | *w ~ *∅      |            |            |            |            |            | 北琉球諸語では一部の /b-/ や /g-/ になるいくつかの方言を除いて /w-/ が一般的である。 |

## 形態統語論

### 動詞
琉球諸語の動詞活用表の一部は日本語のものとしばしば厳密に音韻対応しない。

#### 北琉球諸語の終止形・連体形
|            | 上代日本語 | 奄美語        | 奄美語            | 沖縄語   | 沖縄語   | 沖縄語 |
| 大和浜方言 | 上代日本語 | 与論 東区方言 | 今帰仁 与那嶺方言 | 首里方言 | 久高方言 |        |
| ---------- | ---------- | ------------- | ----------------- | -------- | -------- | ------ |
| 終止形     | kaku       | kʰakuɴ        | kakjuɴ            | hatɕuɴ   | katɕuɴ   | hakiɴ  |
| 連体形     | kaku       | kʰakuɾu       | kajuɾu            | hatɕuːɾu | katɕuɾu  | hakiɾu |

北琉球諸語の終止形・連体形は古い時代の未完了表現の単動詞化であり、*-i + *wor-「居（を）り」に由来すると服部四郎，レオン・A・セラフィム，内間直仁などによって説明されてきた。これは日本語における終止形・連体形が「居（う）」に由来するとする大野晋の説と相同である。

しかし、古沖縄語には例えば以下のように現代語の連体形などに対応する形も見える一方で、古い活用形も在証されるため、*-i + *wor-「居（を）り」の単動詞化は比較的最近のものであると考えられる。
又　けお、ふきよる、まにしや、

『おもろさうし』11巻618
北琉球諸語の一部の変種には、一部の構文に『おもろさうし』にも見られる古い連体形を保存しているものがあり、琉球祖語の *-o に遡ることが示唆される。これは明らかに上代東国諸語や八丈語などにおける四段動詞のオ段連体形に対応する。

### 形容詞
動詞と同様、一部は日本語のものとしばしば厳密に音韻対応しない。

## 語彙
琉球祖語の語彙の一部には、九州地方の諸言語と類似した語彙が含まれていることが知られており、「九州琉球同源語」と呼ばれている。

## 九州＝琉球祖語
五十嵐陽介は、九州の諸言語が日琉祖語 *əi > *i ではなく、日琉祖語 *əi > *e を経験していること、日琉祖語 *o > *u, 日琉祖語 *e > *i が起きていない単語が見られることなどから、日琉語族の「南日本語派」が想定できるとする説を述べている。これに対してトマ・ペラールは、可能性は十分にあるが厳密な検討が必要であると述べ、これに対するいくつかの反駁の例を上げている。
一方、狩俣繁久は自身の説において、南琉球語群と北琉球語群との言語的な差は、祖語の話者が南西諸島へ移動した段階に由来するものとし、琉球祖語の話者の集団は、南九州にあった話者の集団から分かれたとして、もとの集団の言語に対して九州=琉球祖語という名称を用いている。

## 琉球祖語以前の言語
琉球祖語が日本語派から分岐して琉球に到来するより以前の琉球列島でどのような言語が話されていたのかは不明であり、また現在の琉球語にははっきりとした痕跡は確認されていない。
地名などの断片的な痕跡から琉球祖語到達以前の先史時代の琉球で話されていた言語を推測しようという試みがあり、オーストロネシア語族説（金関丈夫ら）とアイヌ語族説（伊波普猷・アレキサンダー・ボビン）がある。